# Tim (리플레이스먼츠의 음반)
《Tim》은 미국의 얼터너티브 록 밴드 리플레이스먼츠의 네 번째 정규 음반이다. 1985년 10월 사이어 레코드를 통하여 발매되었다. 또한 이 음반은 리플레이스먼츠의 첫 메이저 데뷔 음반이며, 동시에 원년 멤버가 모두 참여한 마지막 음반이기도 하다. 2003년에 롤링 스톤에서 발표한 역사상 가장 위대한 음반 500장 목록에 136위로 선정되었으며, 2012년 순위가 변동되었을 때는 137위로 한 단계 내려갔다.
2008년 9월 23일 추가로 6개의 보너스 트랙이 수록된 채로 리너 엔턴테이먼트에서 CD로 재발매하였다.

## 평가
| 전문가 평가                   | 전문가 평가 |
| 평가 점수                     | 평가 점수   |
| 출처                          | 점수        |
| ----------------------------- | ----------- |
| AllMusic                      | [ 1 ]       |
| The Austin Chronicle          | [ 2 ]       |
| Blender                       | [ 3 ]       |
| Christgau's Record Guide      | A−          |
| Entertainment Weekly          | A           |
| Pitchfork                     | 8.7/10      |
| Q                             | [ 7 ]       |
| Rolling Stone                 | [ 8 ]       |
| The Rolling Stone Album Guide | [ 9 ]       |
| Spin Alternative Record Guide | 9/10        |

전 음반인 《Let It Be》와 같이 발매가 되자 마자 평단으로부터 극찬을 들었다. 현재에는 록계에 영향을 끼친 음반 중 하나라고 평가받고 있다. 얼터너티브 프레스에서는 1985년에서 1995년까지 발매된 음반 중 4위로 선정하였다. 또한 올뮤직에서는 전작과 함께 별 다섯 개 만점을 부여하였다.
《Tim》은 롤링 스톤이 2003년에 선정한 리스트 역사상 가장 위대한 음반 500장에서 136위로 순위를 선정하였다. 이후 2012년에는 137위로 한 단계 순위가 하락하였다. 피치포크에서는 1980년대 최고의 음반 100장에서 37위로 이 음반을 선정하였다. 슬랜트 매거진에서는 1980년 최고의 음반에 66위로 선정하였다.

## 트랙 리스트
전체 작사·작곡: 표시한 곳을 제외하고는 폴 웨스터버그
| #   | 제목                     | 작사·작곡                           | 재생 시간 |
| --- | ------------------------ | ----------------------------------- | --------- |
| 1.  | 〈Hold My Life〉         |                                     | 4:18      |
| 2.  | 〈I'll Buy〉             |                                     | 3:20      |
| 3.  | 〈Kiss Me on the Bus〉   |                                     | 2:48      |
| 4.  | 〈Dose of Thunder〉      | Chris Mars Tommy Stinson Westerberg | 2:16      |
| 5.  | 〈Waitress in the Sky〉  |                                     | 2:02      |
| 6.  | 〈Swingin Party〉        |                                     | 3:48      |
| 7.  | 〈Bastards of Young〉    |                                     | 3:35      |
| 8.  | 〈Lay It Down Clown〉    |                                     | 2:22      |
| 9.  | 〈Left of the Dial〉     |                                     | 3:41      |
| 10. | 〈Little Mascara〉       |                                     | 3:33      |
| 11. | 〈Here Comes a Regular〉 |                                     | 4:46      |

| #            | 제목                                         | 재생 시간 |
| ------------ | -------------------------------------------- | --------- |
| 12.          | 〈Can't Hardly Wait〉 (Acoustic Outtake)     | 3:52      |
| 13.          | 〈Nowhere Is My Home〉 (Session Outtake)     | 4:01      |
| 14.          | 〈Can't Hardly Wait〉 (Electric Outtake)     | 3:09      |
| 15.          | 〈Kiss Me on the Bus〉 (Demo Version)        | 3:00      |
| 16.          | 〈Waitress in the Sky〉 (Alternate Version)  | 2:00      |
| 17.          | 〈Here Comes a Regular〉 (Alternate Version) | 5:22      |
| 총 재생 시간 | 총 재생 시간                                 | 58:46     |

- 트랙 12와 14-17번은 이전에 발매되지 않은 곡이다.
- 트랙 12-14번은 알렉스 칠튼이 프로듀서로 세션에 참여하였다.

## 크레딧
- 폴 웨스터버그 - 기타, 피아노, 보컬
- 크리스 마스 - 드럼, 백 보컬
- 밥 스틴슨 - 기타
- 토미 스틴슨 - 베이스
- 알렉스 칠튼 - "Left of the Dial"의 보컬과 제작
- 토미 어데이 - "Kiss Me on the Bus"의 기타 솔로, 프로듀서
- 스티븐 페스타드 - 프로듀서, 엔지니어
- 잭 스키너 - 마스터링
- 로버트 롱고 - 미술